# Трибуховцы (Трибуховская сельская община)
Трибуховцы (укр. Трибухівці) — село в Чортковском районе Тернопольской области Украины. Административный центр Трибуховской сельской общины.
До 2020 года входило в Бучачский район.
Код КОАТУУ — 6121282001. Население по переписи 2023 года составляло 3694 человек.

## Географическое положение
Село Трибуховцы находится на берегу реки Ольховец,
выше по течению примыкает село Пышковцы,
ниже по течению на расстоянии в 0,5 км расположено село Цветова.
Через село проходит автомобильная дорога Т-2001.

## История
- Село известно с XVI века.
- В 1961 году переименовано в село Дружба.
- В 1992 году восстановлено историческое название[2].

## Объекты социальной сферы
- Школа.
- Детский сад.
- Дом культуры.
- Фельдшерско-акушерский пункт.
- Больница.

## Достопримечательности
- Братская могила советских воинов.
- Костел Неустанной Помощи Божьей Матери (1936 г.)

## Известные жители и уроженцы
- Мокий, Елена Михайловна (1940—1991) — Герой Социалистического Труда.

## Галерея

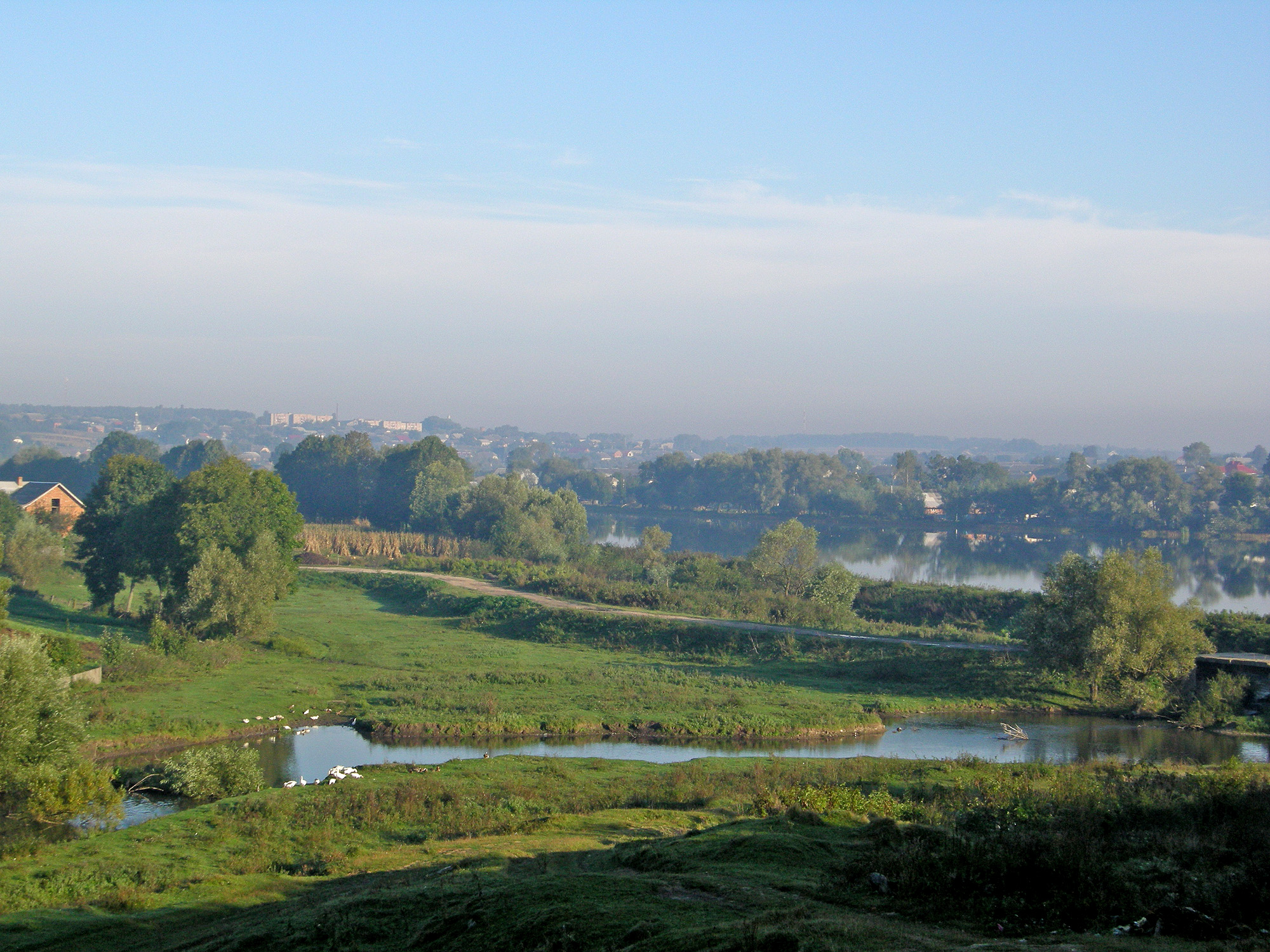
Вид на село
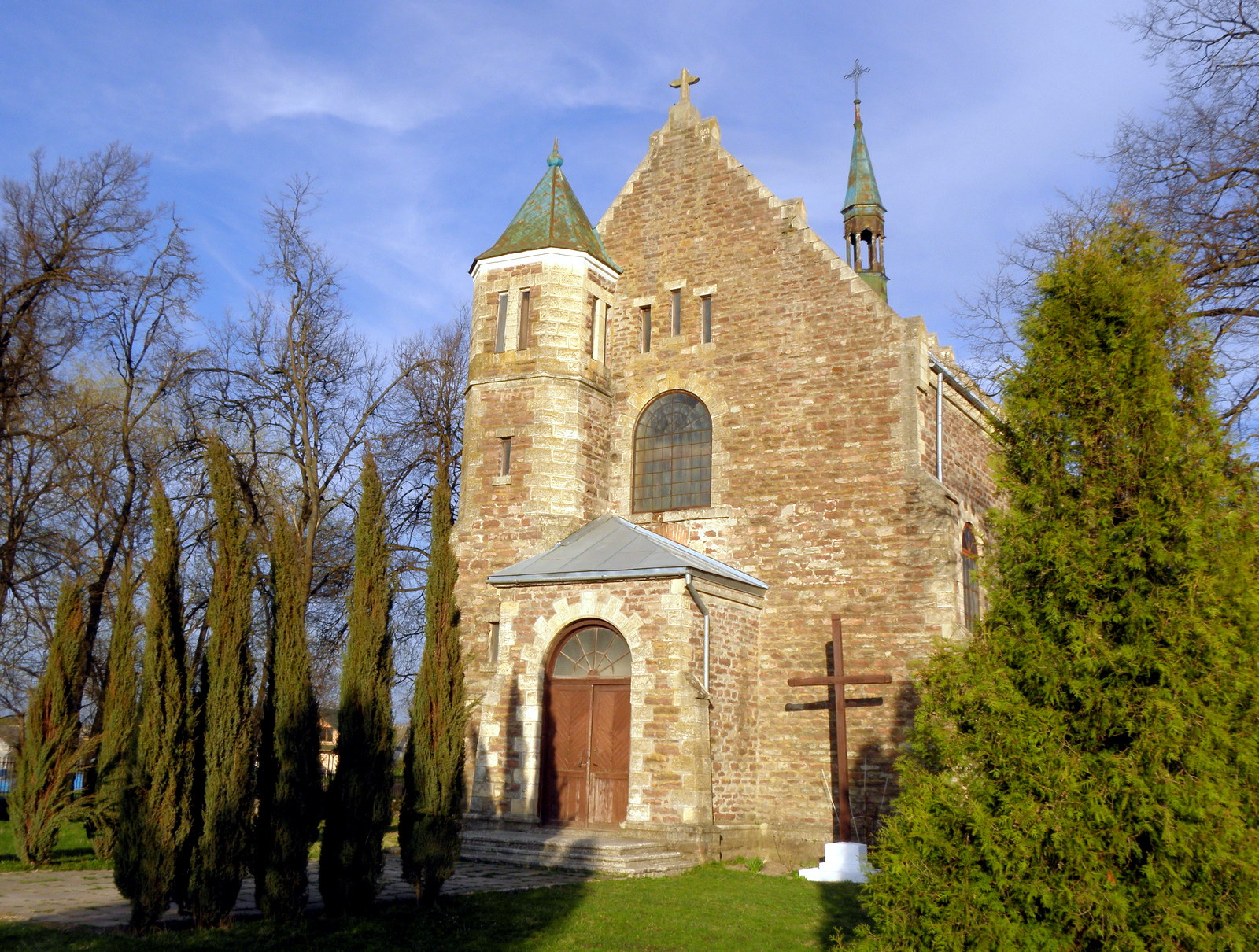
Костёл